# Nördliche Hüpfmaus
Die Nördliche Hüpfmaus (Notomys aquilo) in ein Nagetier aus der Gattung der Australischen Hüpfmäuse (Notomys). Ihr Verbreitungsgebiet umfasst drei Gebirgsketten um den Golf von Carpentaria im nördlichen Queensland, das nördliche Arnhemland und Groote Eylandt im nördlichen Nordterritorium und möglicherweise einen Teil von Kap York. Auf dem Ödland bewohnt sie allerlei Vegetationstypen, die auf Sandböden gedeihen.
Der Rücken ist hellbraun, die Unterseite weiß. Der lange Schwanz ist sandfarben. Die Ohren sind relativ kurz. Die fleischfarbenen Füße sind lang und schmal. Sie besitzen einen kleinen Kehlsack. Die Kopf-Rumpflänge beträgt 100 bis 115 mm, die Schwanzlänge 140 bis 175 mm, die Hinterfußlänge 34 bis 40 mm und die Ohrenlänge 18 bis 22 mm. Sie erreicht ein Gewicht von 25 bis 50 g. Die Weibchen haben vier Zitzen.
Obwohl sie nicht besonders häufig gefangen wird, ist ihre Anwesenheit einfach durch den Abstand der Hinterfußabdrücke von 20 bis 60 cm auszumachen. Ihre Höhle im tiefen Sand kann man an einem Erdhaufen von 40 cm Höhe erkennen, der in einem Abstand von 2 m vom Eingang der Höhle entfernt liegt. Auf Groote Eylandt werden die meisten Jungen während der Regenzeit im Mai geboren, aber Geburten können zwischen Februar und September vorkommen. Ein Wurf kann aus ein bis fünf Jungen bestehen.